# Ul'janovo
Ul'janovo (in russo Ульяново?) è un villaggio della Russia europea, nell'oblast' di Kaluga; è il centro amministrativo del distretto Ul'janovskij.
Si trova sul fiume Vytebet', 120 km a sud-sud-ovest di Kaluga e a 50 km da Kozel'sk.